# Австрійська пошта в Ліхтенштейні
Австрійська пошта в Ліхтенштейні — поштова служба, що належала Австрії та функціонувала на території Князівства Ліхтенштейн у період з 1818 по 1852 рік та з 1876 по 1920 рік.

## Розвиток пошти

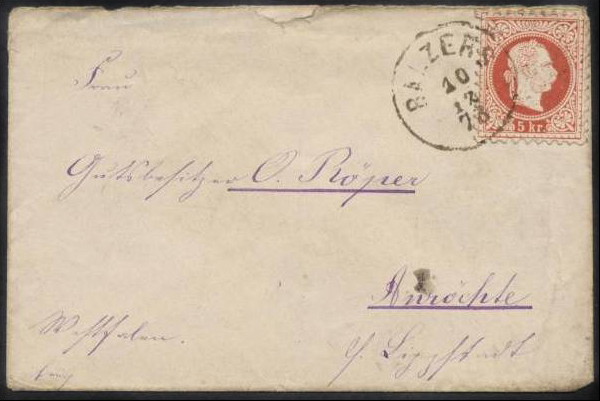
Поштовий конверт, відправлений із Бальцерсу в 1878 році, франкований маркою Австрії 1867 року (Міхель #37)

У XIX столітті Князівство Ліхтенштейн не мало власного поштового зв'язку і входило до поштової систему Австрії. Перше австрійське поштове відділення відкрилося 20 серпня 1817 року в Бальцерсі. Його першим керівником був призначений Фердинанд Вольфінгер. Невдовзі воно було закрите і знову відкрито 1 січня 1827 року. У березні 1845 року в столиці князівства Вадуці відкрилося ще одне поштове відділення. Першим поштмейстером був призначений Йоганн Георг Райнбергер. У 1852 році після введення поштових марок уряд Ліхтенштейну розірвав договір із Австрією, який регулював здійснення Австрією поштового зв'язку. Дію договору було відновлено у 1876 році. У частині доставки пошти Ліхтенштейн був прирівняний до Австрії, проте на території князівства діяли австрійські поштові тарифи.
Процес розвитку пошти вимагав відкриття нових відділень. З 30 липня 1864 по 1912 рік існувало відділення у Нендельні. Його першим поштмейстером був Франц-Йосиф Латернсер. 1 березня 1912 року поштове відділення Нендельну було переведено до Ешену. З 15 листопада 1872 року пошта почала діяти у Шані. Першим поштмейстером тут був призначений Йозеф Вахтер. 1 червня 1890 року пошта була відкрита у Трізені; перший поштмейстер — Ксав'єр Баргеце.
З 1 квітня 1907 року по 1 березня 1925 року поштове відділення існувало у Маурені. Спочатку воно підпорядковувалося відділенню у Нендельні. У 1912–1921 роках поштове відділення в Маурені тимчасово не працювало. Знову було створено 1 грудня 1921 року, з підпорядкуванням поштовому відділенню в Ешені. За весь час, коли поштовим зв'язком в Ліхтенштейні завідувала австрійська поштова адміністрація, у князівстві ніколи не працювало більше п'яти поштових відділень.
У 1911 році Ліхтенштейн запропонував Австрії переглянути діючу поштову угоду. Нова угода, якою вносилися зміни до основних положень договору, була підписана 4 жовтня 1911 року і набула чинності 1 січня 1912 року. Поштовою адміністрацією, як і раніше, керувала Австрія, але усі існуючі на той час на території Ліхтенштейну поштові установи стали називатися «K. K. Österreichisches und fürstlich Liechtensteinsches Post- und Telegraphenamt» («Імператорська та королівська австрійська і князівства Ліхтенштейн поштово-телеграфна служба»), що позначилося лише на деяких офіційних печатках, на яких тепер зображувалися два герба разом.
Князівству Ліхтенштейн доводилося щорічно платити Австрійській поштовій адміністрації грошову суму у розмірі 10 тисяч крон за послуги поштового зв'язку. З 1 жовтня 1916 року ця сума була збільшена до 14 тисяч крон.
18 лютого 1920 року поштовий договір із Австрією було скасовано новою угодою. Австрійська поштова служба припинила свою роботу на території князівства наприкінці лютого 1920 року. На короткий період часу Ліхтенштейн заснував власну поштову адміністрацію, а після укладення договору зі Швейцарією, з 1 лютого 1921 року управління поштою Ліхтенштейну стала здійснювати швейцарська поштова адміністрація.

## Випуски поштових марок

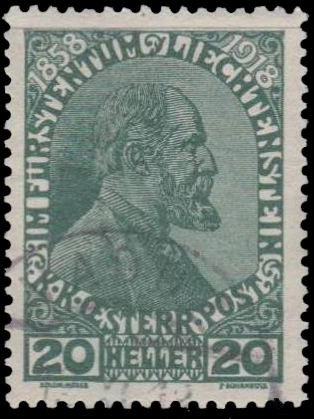
Перша комеморативна марка Ліхтенштейну, 1918 (Міхель #10)

З 1850 року в Ліхтенштейні використовувалися австрійські марки. Поштові марки Австрії зі штемпелями відділень Ліхтенштейну були досить рідкісними. Марки Австрії вилучені з обігу 31 січня 1921 року.
Угодою від 4 жовтня 1911 року Ліхтенштейну було надано право випуску власних марок. Однак Австрія зажадала, аби марки князівства за своїм виглядом відповідали маркам Австрії та друкувалися в австрійських друкарнях. Австрія отримувала також право продажу марок Ліхтенштейну колекціонерам.
Перші марки австрійської пошти в Ліхтенштейні (власних серій князівства) надійшли в обіг 1 лютого 1912 року. На них був розміщений портрет князя Йоганна II та напис «К. К. Osterr. Post im Furstentum Liechtenstein» («Імператорська і королівська австрійська пошта у князівстві Ліхтенштейн»). Серія складалася із трьох марок, надрукованих на крейдованому папері. У 1915 році марки були перевидані на звичайному папері. Марки обох випусків відомі з зубцями і без зубців. Вони були вилучені з обігу 31 липня 1917 року.
Поряд із марками Ліхтенштейну в обігу як і раніше залишалися й австрійські поштові марки. Відомі змішані франкування.
У зв'язку із підвищенням поштових тарифів у червні 1917 — листопаді 1918 року вийшла нова серія із шести марок із зображенням портрета князя та герба Ліхтенштейну.
У листопаді 1918 року до 60-річчя правління князя Йоганна II в обіг надійшла перша комеморативна марка Ліхтенштейну, на якій був зображений портрет князя, а у верхніх кутах, на відміну від марок стандартної серії, вказані роки його правління «1858» і «1918».